# Graniczna Placówka Kontrolna Zgorzelec
Graniczna Placówka Kontrolna Zgorzelec:
1. pododdział Wojsk Ochrony Pogranicza pełniący służbę na przejściu granicznym z Niemcami Zgorzelec - Görlitz.
2. graniczna jednostka organizacyjna polskiej straży granicznej pełniący służbę na przejściu granicznym i realizująca zadania w ochronie granicy państwowej.

## Formowanie i zmiany organizacyjne
W październiku 1945 Naczelny Dowódca WP nakazywał sformować na granicy 51 przejściowych punktów kontrolnych.
Graniczna placówka kontrolna Zgorzelec powstała w 1945 jako drogowy przejściowy punkt kontrolny III kategoria o etacie nr 8/12 . Obsada PPK składała się z 10 żołnierzy i 1 pracownika cywilnego. W 1946 przeformowania na drogowy PPK kategorii C o etacie 7/12. Następnie przeformowana na etat 7/53 i przemianowana na Graniczną Placówkę Kontrolną Ochrony Pogranicza Zgorzelice „drogowa” o numerze 1 .
W 1948 pododdział przekazany został do  Ministerstwa Bezpieczeństwa Publicznego. W 1950 rozformowana. Potem odtworzona.
W latach 1965–1971 graniczne placówki kontrolne podporządkowane były Komendom wojewódzkim Milicji Obywatelskiej.
W 1991 ochronę granicy państwa przejęła nowo sformowana Straż Graniczna. Graniczna Placówka Kontrolna w Zgorzelcu weszła w podporządkowanie Łużyckiego Oddziału Straży Granicznej.

## Dowódcy placówki
- ppor. Antoni Nagalewski (był 10.1946)[f].
- ppor. Stefan Orlicki (był w 1953)
- mjr Bronisław Małek[6]
- ppłk Stanisław Janczarek[6]
- kpt. Jan Winnik[6]
- kpt. Eugeniusz Suchodolski[6]
- ppłk Ludwik Jakubowski[6]
- ppłk Józef Czyniewski[6]